# 圣米格尔德拉里韦拉
圣米格尔德拉里韦拉，是西班牙卡斯蒂利亚-莱昂萨莫拉省的一个市镇。 总面积26平方公里，总人口389人（2001年），人口密度15人/平方公里。